# Bāghgāh
Bāghgāh (persiska: باغگاه) är en ort i Iran.   Den ligger i provinsen Khorasan, i den nordöstra delen av landet, 800 km öster om huvudstaden Teheran. Bāghgāh ligger 916 meter över havet och antalet invånare är 174.
Terrängen runt Bāghgāh är lite bergig.Runt Bāghgāh är det ganska tätbefolkat, med 185 invånare per kvadratkilometer. Det finns inga andra samhällen i närheten. Omgivningarna runt Bāghgāh är i huvudsak ett öppet busklandskap.